# Aire d'attraction de Saint-Jean-de-Maurienne
L'aire d'attraction de Saint-Jean-de-Maurienne est un zonage d'étude défini par l'Insee pour caractériser l’influence de la commune de Saint-Jean-de-Maurienne sur les communes environnantes. Publiée en octobre 2020, elle se substitue à l'aire urbaine de Saint-Jean-de-Maurienne, qui comportait 8 communes dans le zonage de 2010.

### Carte

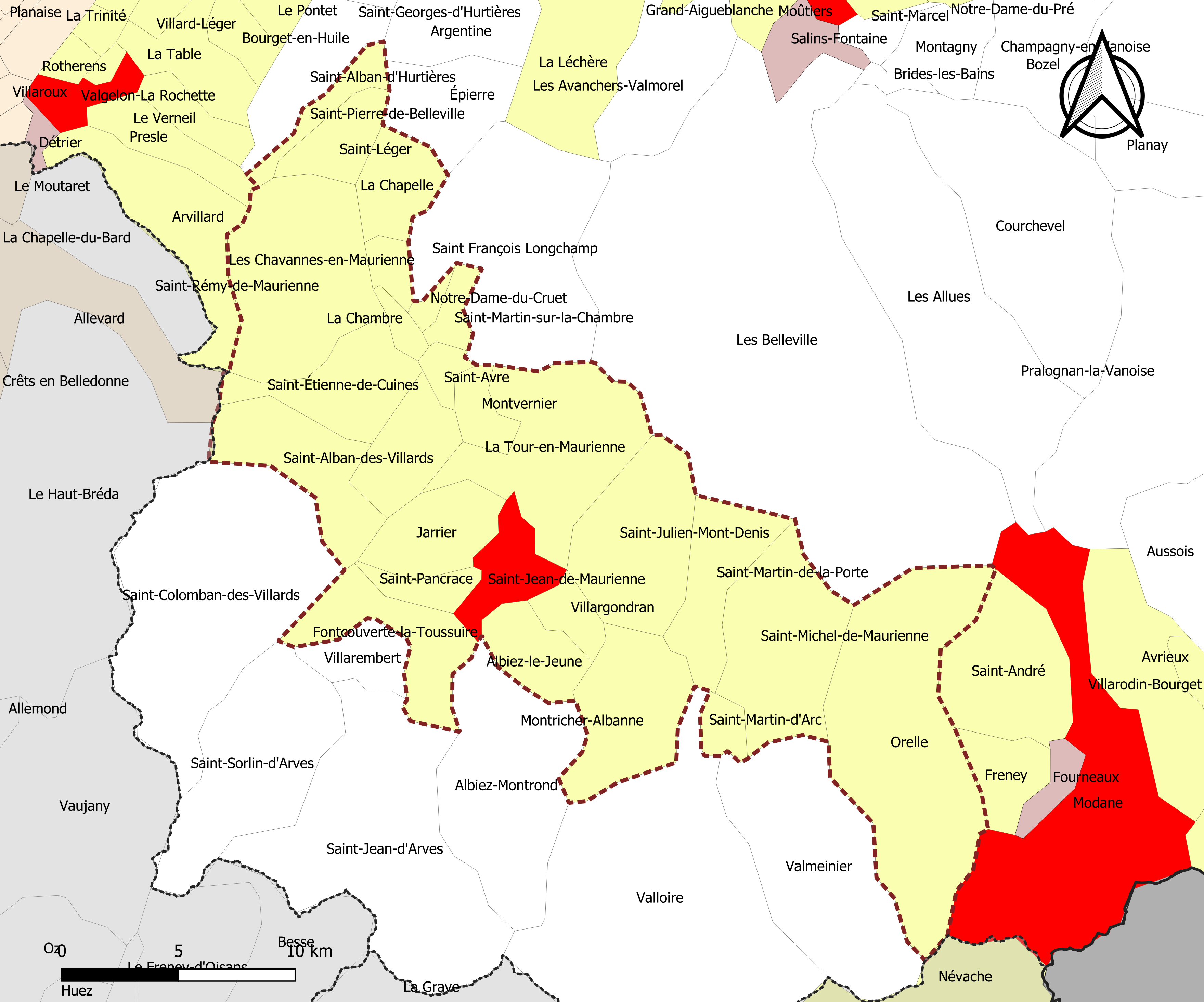
Carte de l'aire d'attraction de Saint-Jean-de-Maurienne.
Commune-centre
Commune de la couronne

## Définition
L'aire d'attraction d'une ville est composée d’un pôle, défini à partir de critères de population et d’emploi ainsi que d’une couronne constituée des communes dont au moins 15 % des actifs travaillent dans le pôle. Le pôle d’attraction constitue ainsi un point de convergence des déplacements domicile-travail,.

## Géographie
L’aire d'attraction de Saint-Jean-de-Maurienne est une aire intra-départementale qui comporte 26 communes dans la Savoie. 

### Composition communale
| Nom                                      | Code Insee | Département | Statut                 | Superficie (km2) | Population (dernière pop. légale) | Densité (hab./km2) | Modifier                                    |
| ---------------------------------------- | ---------- | ----------- | ---------------------- | ---------------- | --------------------------------- | ------------------ | ------------------------------------------- |
| Saint-Jean-de-Maurienne (commune-centre) | 73248      | Savoie      | commune-centre         | 11,51            | 7 524 (2022)                      | 654                | modifier les données · modifier les données |
| Albiez-le-Jeune                          | 73012      | Savoie      | commune de la couronne | 12,45            | 141 (2022)                        | 11                 | modifier les données · modifier les données |
| La Chambre                               | 73067      | Savoie      | commune de la couronne | 3,20             | 1 191 (2022)                      | 372                | modifier les données · modifier les données |
| La Chapelle                              | 73074      | Savoie      | commune de la couronne | 12,28            | 327 (2022)                        | 27                 | modifier les données · modifier les données |
| Les Chavannes-en-Maurienne               | 73083      | Savoie      | commune de la couronne | 4,69             | 216 (2022)                        | 46                 | modifier les données · modifier les données |
| Fontcouverte-la-Toussuire                | 73116      | Savoie      | commune de la couronne | 21,52            | 482 (2022)                        | 22                 | modifier les données · modifier les données |
| La Tour-en-Maurienne                     | 73135      | Savoie      | commune de la couronne | 40,96            | 1 091 (2022)                      | 27                 | modifier les données · modifier les données |
| Jarrier                                  | 73138      | Savoie      | commune de la couronne | 17,79            | 502 (2022)                        | 28                 | modifier les données · modifier les données |
| Montricher-Albanne                       | 73173      | Savoie      | commune de la couronne | 27,99            | 477 (2022)                        | 17                 | modifier les données · modifier les données |
| Montvernier                              | 73177      | Savoie      | commune de la couronne | 6,68             | 237 (2022)                        | 35                 | modifier les données · modifier les données |
| Notre-Dame-du-Cruet                      | 73189      | Savoie      | commune de la couronne | 1,90             | 221 (2022)                        | 116                | modifier les données · modifier les données |
| Orelle                                   | 73194      | Savoie      | commune de la couronne | 69,25            | 321 (2022)                        | 4,6                | modifier les données · modifier les données |
| Saint-Alban-des-Villards                 | 73221      | Savoie      | commune de la couronne | 24,02            | 88 (2022)                         | 3,7                | modifier les données · modifier les données |
| Saint-Avre                               | 73224      | Savoie      | commune de la couronne | 3,64             | 895 (2022)                        | 246                | modifier les données · modifier les données |
| Saint-Étienne-de-Cuines                  | 73231      | Savoie      | commune de la couronne | 20,50            | 1 193 (2022)                      | 58                 | modifier les données · modifier les données |
| Saint-Julien-Mont-Denis                  | 73250      | Savoie      | commune de la couronne | 33,04            | 1 510 (2022)                      | 46                 | modifier les données · modifier les données |
| Saint-Léger                              | 73252      | Savoie      | commune de la couronne | 11,06            | 256 (2022)                        | 23                 | modifier les données · modifier les données |
| Sainte-Marie-de-Cuines                   | 73255      | Savoie      | commune de la couronne | 14,95            | 840 (2022)                        | 56                 | modifier les données · modifier les données |
| Saint-Martin-d'Arc                       | 73256      | Savoie      | commune de la couronne | 4,93             | 302 (2022)                        | 61                 | modifier les données · modifier les données |
| Saint-Martin-de-la-Porte                 | 73258      | Savoie      | commune de la couronne | 19,25            | 692 (2022)                        | 36                 | modifier les données · modifier les données |
| Saint-Martin-sur-la-Chambre              | 73259      | Savoie      | commune de la couronne | 4,69             | 530 (2022)                        | 113                | modifier les données · modifier les données |
| Saint-Michel-de-Maurienne                | 73261      | Savoie      | commune de la couronne | 36,31            | 2 432 (2022)                      | 67                 | modifier les données · modifier les données |
| Saint-Pancrace                           | 73267      | Savoie      | commune de la couronne | 5,59             | 305 (2022)                        | 55                 | modifier les données · modifier les données |
| Saint-Pierre-de-Belleville               | 73272      | Savoie      | commune de la couronne | 7,46             | 176 (2022)                        | 24                 | modifier les données · modifier les données |
| Saint-Rémy-de-Maurienne                  | 73278      | Savoie      | commune de la couronne | 44,26            | 1 263 (2022)                      | 29                 | modifier les données · modifier les données |
| Villargondran                            | 73320      | Savoie      | commune de la couronne | 6,12             | 804 (2022)                        | 131                | modifier les données · modifier les données |

## Démographie
Cette aire est catégorisée dans les aires de moins de 50 000 habitants, une catégorie qui regroupe 12,2 % de la population au niveau national,.